# 高等小学唱歌
高等小学唱歌（こうとうしょうがくしょうか）は、1930年（昭和5年）に文部省が発行した、高等小学校用の唱歌の教科書。高等小学校用の文部省唱歌集として最初のものである。
『尋常小学読本唱歌』（1910年発行）、『尋常小学唱歌』（1911年～1914年発行）に20年ほど遅れて発行された。全1冊で、収録曲は29曲。
『尋常小学読本唱歌』、『尋常小学唱歌』との違いは、2部合唱曲が4曲収録されていることである。1907年（明治40年）の小学校令施行規則改正により、「高等小学校ニ於テハ（中略）便宜簡易ナル複音唱歌ヲ授クルコトヲ得」と改められたことが反映されたのであろう。
全て日本人による作曲であったが実際にはあまり使われず、ただ、「旅」「農民の歌」「同窓会」等は比較的よく歌われたという。

## 曲目一覧
| - 1 日本帝国 - 2 進取 - 3 力 - 4 ボートの歌 - 5 弟橘姫 - 6 鏡 - 7 海の朝 - 8 漁歌（2部合唱） - 9 初夏の公園 - 10 新緑 | - 11 航空機 - 12 水泳 - 13 峻嶺 - 14 登山 - 15 元寇の歌 - 16 凱旋 - 17 舟行 - 18 薄原（2部合唱） - 19 旅 - 20 明治天皇 | - 21 昭憲皇太后 - 22 足柄山 - 23 鎮守に詣でて（2部合唱） - 24 農民の歌 - 25 平家の没落 - 26 落日（2部合唱） - 27 働け - 28 同窓会 - 29 国民の歌 |

## 編集委員
- 小山作之助
- 島崎赤太郎
- 岡野貞一
- 乙骨三郎
- 高野辰之

等